# Schoenlandella antennalis
Schoenlandella antennalis är en stekelart som först beskrevs av Telenga 1955.  Schoenlandella antennalis ingår i släktet Schoenlandella och familjen bracksteklar. Inga underarter finns listade i Catalogue of Life.